# Синій пересмішник
Синій пересмішник (Melanotis) — рід горобцеподібних птахів родини пересмішникових (Mimidae). Містить 2 види.

## Поширення
Представники роду поширені в Мексиці, Гватемалі, Сальвадорі і Гондурасі. Мешкають у сухих відкритих лісах та сухих чагарниках.

## Опис
Птахи середнього розіру, завдовжки близько 25 см, вагою 50–69 г. Оперення переважно тьмяне синювато-сіре. Хвіст прямий і довгий. Дзьоб довгий і трохи вигнутий донизу. Очі червоні.

## Види
- Пересмішник синій (Melanotis caerulescens)
- Пересмішник білочеревий (Melanotis hypoleucus)